# إيمي سبنسر
إيمي سبنسر (بالإنجليزية: Amy Spencer)‏ هي منافسة ألعاب القوى بريطانية، ولدت في 19 سبتمبر 1985.

## وصلات خارجية
- إيمي سبنسر على موقع الاتحاد الدولي لألعاب القوى (الإنجليزية)